# سوزان سميث (قاتلة)
سوزان سميث (بالإنجليزية: Susan Smith)‏ هي قاتلة ‏ أمريكية، ولدت في 26 سبتمبر 1971 في يونيون في الولايات المتحدة. أدينت بقتل طفليها ، مايكل البالغ من العمر ثلاث سنوات والكسندر 14 شهرًا.
حظيت القضية باهتمام دولي بسبب ادعاء سميث الكاذب بأن رجلاً أسودًا قد اختطف أبنائها أثناء عملية سرقة سيارة. استدعت محاميا الدفاع عنها ، وقدم شهود خبراء للإدلاء بشهادتهم على أنها عانت من مشاكل في الصحة العقلية أعاقت حكمها عندما ارتكبت الجرائم.حُكم على سميث بالسجن المؤبد مع إمكانية الإفراج المشروط بعد 30 عامًا من السجن. وفقًا لإدارة الإصلاحيات في كارولينا الجنوبية، ستكون مؤهلة للإفراج المشروط في 4 نوفمبر 2024. وهي مسجونة في مؤسسة Leath الإصلاحية بالقرب من غرينوود ، بولاية كارولاينا الجنوبية.